# Apeadero de Cardeais
El Apeadero de Cardeais fue una plataforma ferroviaria del Ramal de Portalegre, que servía a la localidad de Monte do Cardeal, en el ayuntamiento de Estremoz, en Portugal.

## Historia
Este apeadero se encuentra en el tramo entre Estremoz y Sousel, que entró en servicio  el 23 de agosto de 1925.